# Hvid støj
Hvid støj er et støjsignal som er kendetegnet ved at have konstant spektraltæthed så alle frekvenser over længere tid vil være repræsenteret med lige stor effekt. Hvid støj med uendelig båndbredde eksisterer kun som et teoretisk signal da den totale effekt af et sådant signal vil være uendelig.
I praksis vil man derfor nøjes med at kræve konstant spektraltæthed over et relevant frekvensområde. 
Inden for akustikken vil man f.eks. ofte operere med hvid støj som har et frekvensområde svarende til den menneskelige hørelse (omtrent 20 Hz til 20 kHz). Da hvid støj indeholder hele det hørbare frekvensspektrum, kan den benyttes til at spærre af for uønskede lyde, således at disse ikke kommer frem til bevidstheden.

## Ekstern henvisning
- www.howstuffworks.com: "What is white noise?"